# نخل خلفان (مقام لنجة)
نخل خلفان (بالفارسية: نخل خلفان) هي قرية تقع في إيران في بلدة شيبكوه. يقدر عدد سكانها بـ 362 نسمة .